# Riksdag (Suède)
Pour les autres articles nationaux ou selon les autres juridictions, voir Riksdag.
51e législature (en)
Riksdag des États
Riksdagshuset
Le Riksdag () (en suédois : Sveriges riksdag ) est le parlement monocaméral du royaume de Suède. Composé de 349 députés élus pour quatre ans (depuis 1994, trois ans avant), il constitue la chambre unique du parlement depuis l'abandon du bicamérisme en 1970. Il exerce le pouvoir législatif et contrôle l'action gouvernementale. Son président actuel est Andreas Norlén.
Son siège, le Riksdagshuset, se trouve à Stockholm sur le Helgeandsholmen.

## Système électoral

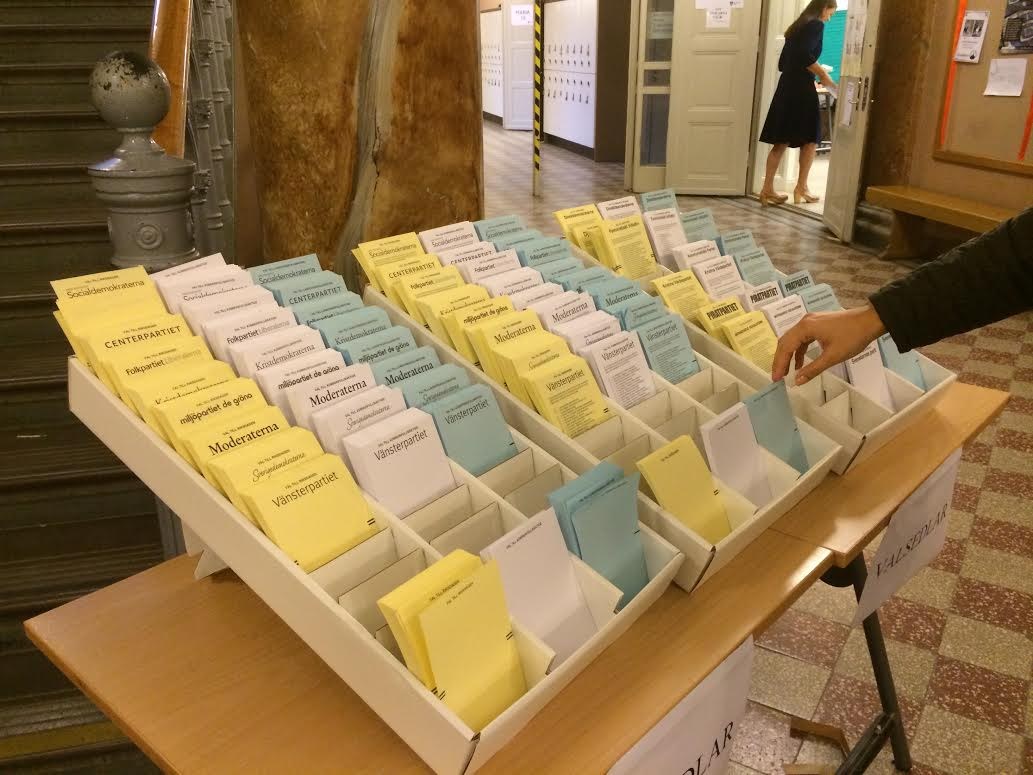
Bulletins de vote utilisés.

Le Riksdag est composé de 349 sièges pourvus pour quatre ans au scrutin proportionnel plurinominal. La Suède possède la particularité d'avoir des élections à dates fixes combinées à un régime parlementaire dans lequel des élections anticipées peuvent être convoquées. Dans ce dernier cas, la législature nouvellement élue ne l'est que pour le restant du mandat de quatre ans entamé par la législature précédente. Des élections législatives sont par conséquent organisées quoi qu'il arrive le second dimanche du mois de septembre à intervalles de quatre ans, en même temps que les élections municipales et régionales.
Sur le total, 310 sièges sont à pourvoir dans 29 circonscriptions de 2 à 34 sièges selon leur population. Les listes présentées par les partis y sont ouvertes, les électeurs ayant la possibilité d'effectuer un vote préférentiel pour l'un des candidats de la liste choisie. Après décompte des suffrages, les sièges sont répartis selon une version modifiée de la méthode de Sainte-Laguë entre les partis ayant atteint le seuil électoral de 4 % des suffrages exprimés à l'échelon national. Les partis ayant atteint le seuil de 12 % des suffrages exprimés d'une circonscription peuvent cependant obtenir des sièges, mais uniquement dans la circonscription concernée,.
Les 39 sièges restants, dits compensatoires, sont attribués aux différents partis dont le cumul des voix obtenus dans les circonscriptions dépasse le seuil de 4 % des suffrages exprimés au niveau national, afin de rapprocher le plus possible la répartition finale des sièges de celle des suffrages exprimés,. 
Autorisé depuis 1988, le vote préférentiel permet à un candidat d'être prioritaire dans la répartition des sièges obtenus par son parti si ses votes préférentiels atteignent au moins 8 % du total des suffrages obtenus par ce parti dans sa circonscription,. Un seul vote préférentiel est autorisé. Les bulletins en comportant davantage sont toujours valides, mais leurs votes préférentiels ne sont pas pris en compte. Le taux d'électeurs ayant recours à un vote préférentiel varie grandement d'un scrutin à un autre. Il était ainsi de 26 % en 2002 aux législatives, contre 59 % en 2004 aux européennes.
Les électeurs ont à leur disposition trois types de bulletin de vote : soit un bulletin ne comportant que le nom d'un parti, soit un bulletin comportant également la liste de tous les candidats présentés par ce parti dans la circonscription, permettant d'effectuer un vote préférentiel en cochant une case près d'un nom, soit un bulletin vide où l'électeur peut écrire lui-même le nom d'un parti. Les bulletins des différents scrutins organisés simultanément sont identifiables par leurs couleurs : jaunes pour les législatives, bleu pour les régionales et blanc pour les municipales.
Les élections sont précédées d'une période de dix-huit jours au cours de laquelle peut être fait recours à un vote anticipé. Toutes les municipalités doivent obligatoirement ouvrir au moins un bureau de vote à cet effet, également ouvert le jour des élections proprement dites. La loi électorale autorise également le vote par procuration tandis que les suédois résidant à l'étranger peuvent avoir recours à un vote postal. Dans ce dernier cas comme dans celui d'un vote anticipé, l'électeur peut malgré tout voter en personne s'il change d'avis, auquel cas son précédent vote est invalidé.

## Composition actuelle
Au 17 décembre 2023, les députés sont répartis entre les partis politiques de la manière suivante :
| Parti          | Parti                                           | Parti          | Membres | Chef                |
| -------------- | ----------------------------------------------- | -------------- | ------- | ------------------- |
|                | Parti social-démocrate suédois des travailleurs | SAP            | 107     | Magdalena Andersson |
|                | Démocrates de Suède                             | SD             | 72      | Jimmie Åkesson      |
|                | Parti modéré de rassemblement                   | M              | 68      | Ulf Kristersson     |
|                | Parti de gauche                                 | V              | 24      | Nooshi Dadgostar    |
|                | Parti du centre                                 | C              | 24      | Annie Lööf          |
|                | Chrétiens-démocrates                            | KD             | 19      | Ebba Busch          |
|                | Parti de l'environnement Les Verts              | MP             | 18      | Märta Stenevi       |
|                | Les Libéraux                                    | L              | 16      | Johan Pehrson       |
|                | Indépendant                                     | Indépendant    | 1       | –                   |
| Sièges vacants | Sièges vacants                                  | Sièges vacants | 0       |                     |
| Total          | Total                                           | Total          | 349     |                     |

## Féminisation
Lors des élections législatives de 1921, cinq femmes sont pour la première fois élues au Riksdag.